# Народная национальная партия
«Наро́дная национа́льная па́ртия» (ННП) — российская ультраправая расистская политическая партия, существовавшая в 1994—2009 годах под председательством Александра Сухаревского, основным информационным рупором была газета «Я — русский». 19 октября 2006 года юридическое лицо по решению суда ликвидировано, по 2009 год действовала без официальной регистрации.

## Идеология
ННП выработала собственную политическую доктрину, изложенную в брошюре «Основы русизма», — русизм, основанный на четырёх основных принципах:
1. «Только святость обладает правом власти»

Народное Национальное Государство будет построено по принципу Аристократического сословного социализма.
2. «Одна кровь — одно государство». Принцип этатизма.
3. «Вера разделяет — кровь объединит». Религиозная политика русизма не всегда последовательна. С одной стороны он дистанцируется как от язычества, так и от христианства, полагая, что религия не должна разделять единства нации. Таким образом, утверждаются секуляризм и антиклерикализм. Однако ислам и иудаизм как порождение расово чуждого духа отвергаются.
4. «Мир един, вопрос лишь в том какая раса будет им править». В отличие от классического изоляционистского национализма доктрина русизма отвергает этноцентризм во имя расовой консолидации белых народов в рамках «белого интернационала» в целях построения «единого государственного пространства Белого Человечества». Таким образом расизм преобладает над национализмом.
Народная национальная партия конструировала «Русскую веру», состоящую из «Православия нового обряда» (РПЦ), «Православия старого обряда» (старообрядцы, поморы) и «Православия исконного обряда» (русские «язычники»).

## История
Народная Национальная партия (ННП) была создана 12 декабря 1994 года и официально зарегистрирована 24 мая 1995 года. Была образована на основе Движения народных националистов (ДНН), из слияния двух радикальных национал-патриотических групп: Инициативной группы Православной партии (Александр Иванов-Сухаревский) и отколовшейся от Народно-социалистской партии России (НСПР) редакции газеты «Эра России» (гл.редактор Владимир Попов), именовавшей себя также Национально-социалистическим движением (НСД).
15 октября 1994 года на Всероссийской конференции Движения народных националистов (ДНН) был избран Центральный Совет ДНН (7 человек) и глава ДНН — А. Иванов-Сухаревский. В феврале 1995 года движение было реорганизовано в Народную Национальную Партию (ННП), в центральный совет которой вошли лидеры Союза «Христианское Возрождение» (СХВ) Вячеслав Демин и Владимир Осипов, главный редактор газеты «Эра России» Владимир Попов и другие.
В 1995 году ННП на своём съезде в Москве объявила о сборе подписей для участия в выборах в Государственную думу, однако избирком забраковал собранные подписи, отказав партии и её кандидатам в регистрации.
6 декабря 1997 г. в Санкт-Петербурге были одновременно проведены III съезд ННП и IV съезд русских националистов. В съезде националистов участвовали ННП, Национально-Республиканская партия России (НРПР) Юрия Беляева, Русская Партия (РП) Владимира Милосердова, Национал-большевистская партия (НБП), Союз Венедов, петербургское отделение РНЕ. На III съезде ННП было принято решение о присоединении НРПР(Б) к ННП. Юрий Беляев получил пост председателя Центрального Совета ННП и вошел в редакционный совет газеты ННП «Я — русский»; главным редактором газеты стал Вячеслав Кочнов Съезд националистов принял решение об издании газеты «Национального движения России».
В декабре 1999 года в редакции газеты «Завтра» прошел круглый стол по объединению лидеров русских национальных движений, организованным Александром Прохановым с участием лидера ННП А. Иванова-Сухаревского, генерала Альберта Макашова, Александр Стерлигова (РНС), Виктора Корчагина (Русская партия России), Александра Федорова (Русская Национальная партия), Бориса Миронова (Русская Патриотическая партия), Игоря Кузнецова (Союз Русского народа), Александра Штильмарка («Чёрная Сотня»), Дмитрия Васильевв (НПФ «Память»), Юрия Макунина (Всеславянский Собор), Андрея Гусева (Великий Русский Земский Собор), Владимира Гусева (РКРП), Александра Севастьянова («Национальная Газета»).
В конце 1998 года против лидера ННП Александра Сухаревского было возбуждено уголовное дело по ст.282 УК РФ (разжигание межнациональной вражды), в феврале 1998 года в связи с изменением меры пресечения вождь ННП был арестован в зале суда. В октябре 1999 года он был выпущен на свободу.
В 1999 году на выборах в Государственную думу (1999) отец Никон (Белавенец) председатель монархического Движения «За Веру и Отечество» включил лидера ННП Александра Сухаревского под N1 в свой список кандидатов в депутаты Думы, а под N3 — А. Широпаева (N2 — Сергей Скоробогатов, председатель одного из трех «Высших Монархических Советов» и участник движения «За Веру и Отечество»), однако Центризбирком отказал движению в регистрации.
В конце 1997 года выходит партийная газета ННП «Я — Русский» (учредитель — Владимир Попов, главный редактор — Вячеслав Кочнов). В 2002 году Минпечати в адрес газеты объявил официальное предупреждение за публикацию материалов, разжигающих национальную рознь. С 1995 года печатным органом ННП являлась газета «Эра России» Владимира Попова и газета «Земщина» Вячеслава Дёмина.
В 1999 году руководителем молодежного отдела ННП стал Семён Токмаков, осужденный за  избиение чернокожего американского морского пехотинца Вильяма Джефферсона, сотрудника охраны посольства США в Москве, и освобождённый по амнистии. Токмаков, который в начале 1998 года Токмаков стал создавать группировку «Русская цель», во время следствия некоторое время находился в одной камере в Бутырской тюрьме с Александром Ивановым-Сухаревским, лидером ННП. «Русская цель» вошла в ННП на правах автономной молодежной организации. 
18 мая 2001 года в офисе «Союза офицеров» (который находился в помещении движения Союз депутата Георгия Тихонова) состоялся круглый стол из лидеров радикальных национал-патриотических групп, среди которых был лидер ННП Александр Иванов-Сухаревский, а также председатель «Союза офицеров» Станислав Терехов, идеолог «национального капитализма» Александр Севастьянов («Национальная газета» и Лига защиты национального достояния), петербургский нацист Юрий Беляев («Партия свободы» и газета «Наше обозрение»), неоязычник Александр Аратов (антисемитская и антихристианская газета «Русская правда»), Виктор Корчагин (антисемитская газета «Русские ведомости»), Андрей Архипов («Русское народное собрание» и оргкомитет партии «Русский проект — Великая Россия»), председатель «Славянского союза» Дмитрий Дёмушкин, Дмитрий Румянцев (газета «Стенка», близкая к РНЕ-СС), Виктор Селиванов (православно-националистическая газета «Десница»), Сергей Кучеров (информационно-издательское агентство «Державный союз»), антихристианский литератор и публицист Владимир Авдеев (журнал «Атеней»). Позже в оргкомитет вошли Владимир Попов (нацистская газета «Эра России»), Дмитрий Терехов (издательский центр «Северный ветер», издатель газет «Царский опричник» и «Русский Партизан») Станислав Воробьев (Всероссийская партия монархического центра), Владимир Ларионов (Российский Имперский союз, газета монархистов-католиков «Фаланга»), Игорь Дьяков (газета «Империя»), Михаил Казьмин (газета «Рубеж»). На нем был образован оргкомитет «Российской державной партии», приняты «меморандум» и «объединительная платформа».
В 2002 году Минпечати в адрес партийной газеты «Я-Русский» вынесло официальное предупреждение за публикацию материалов, разжигающих национальную рознь.
4 октября 2003 года в штаб-квартире партии ННП, в которой располагалась редакция газеты «Я-русский», сработало взрывное устройство. Находившиеся в помещении люди были ранены.
В 2006 году юридическое лицо ННП по решению суда было ликвидировано, но партия продолжала действовать без официальной регистрации по 2009 год.

## Известные члены ННП
- Марцинкевич, Максим Сергеевич (Тесак)[18]
- Широпаев, Алексей Алексеевич
- Токмаков, Семён Валерьевич (Бус)[19]